# The Exchange 106
The Exchange 106 es un rascacielos de estilo neofuturista ubicado en el nuevo distrito financiero de Tun Razak Exchange en la ciudad de Kuala Lumpur, Malasia, que, con sus 95 platas destinadas para oficinas y sus 445.5 metros de altura, es uno de los rascacielos más altos en tiempo modernos.
Desde su finalización la torre ha sido ocupada por grandes inquilinos, incluida una de las cinco principales empresas incluidas en Fortune 500.
Por detalle arquitectónico es el  23.º rascacielos más alto del mundo y el segundo más alto en toda Malasia, solamente superado por las Torres Petronas, se espera que para el 2021 sea superado junto a las Torres Petronas por el PNB 118 de 680 metros de altura. 